# Tyngd
Tyngd, eller tyngdkraft, är en kraft som verkar på kroppar i ett gravitationsfält. Tyngden är proportionell mot föremålets massa med en proportionalitetskonstant som är tyngdaccelerationens lokala värde. I ett roterande system, såsom på jordytan, kan tyngdkraften beskrivas som vektorsumman av gravitationskraft och centrifugalkraft.
Jämför med vikt. Då gravitationsfälts egenskaper, och därmed tyngdaccelerationen, varierar i rummet, är således tyngden, i motsats till massan, inte en invariant egenskap hos en kropp. Exempelvis har en kropp samma massa oavsett om den befinner sig på månen eller på jorden, då den har samma materieinnehåll, men kroppens tyngd är mindre på månen.
Då tyngd är en kraft, mäts den normalt i enheten newton, som är en härledd enhet i Internationella måttenhetssystemet (SI).
Ett föremåls tyngd beräknas genom att multiplicera dess massa med tyngdaccelerationen, det vill säga
{\displaystyle \ G=mg}
där G är tyngden i newton, m är massan i kg och g är tyngdaccelerationen i m/s².

## Tyngd och massa

Principen för en dynamometer

Inom den moderna mekaniken är massa och tyngd fundamentalt olika kvantiteter. Massa är en inneboende egenskap hos materia medan tyngd är en kraft som är resultatet av att gravitation verkar på materia. 
Denna skillnad är emellertid, i ett historiskt perspektiv, en relativt senkommen åtskillnad och i många vardagliga situationer betyder ofta tyngd detsamma som massa. Det förekommer att man till exempel säger att ett föremål har tyngden 1 kilogram trots att det är mängden massa som avses.
Skillnaden mellan massa och tyngd i samband med vägningar grundade på ett föremåls tyngd är dock av liten praktisk betydelse då gravitationskraften är i det närmaste konstant över hela jorden. I ett konstant gravitationsfält är gravitationskraften proportionell mot mängden massa vilket betyder att en massa indirekt kan bestämmas genom dess tyngd. Mindre skillnader i jordens gravitationskraft existerar dock och det kan vara nödvändigt att ta hänsyn till dessa vid mätningar med hög noggrannhet. 

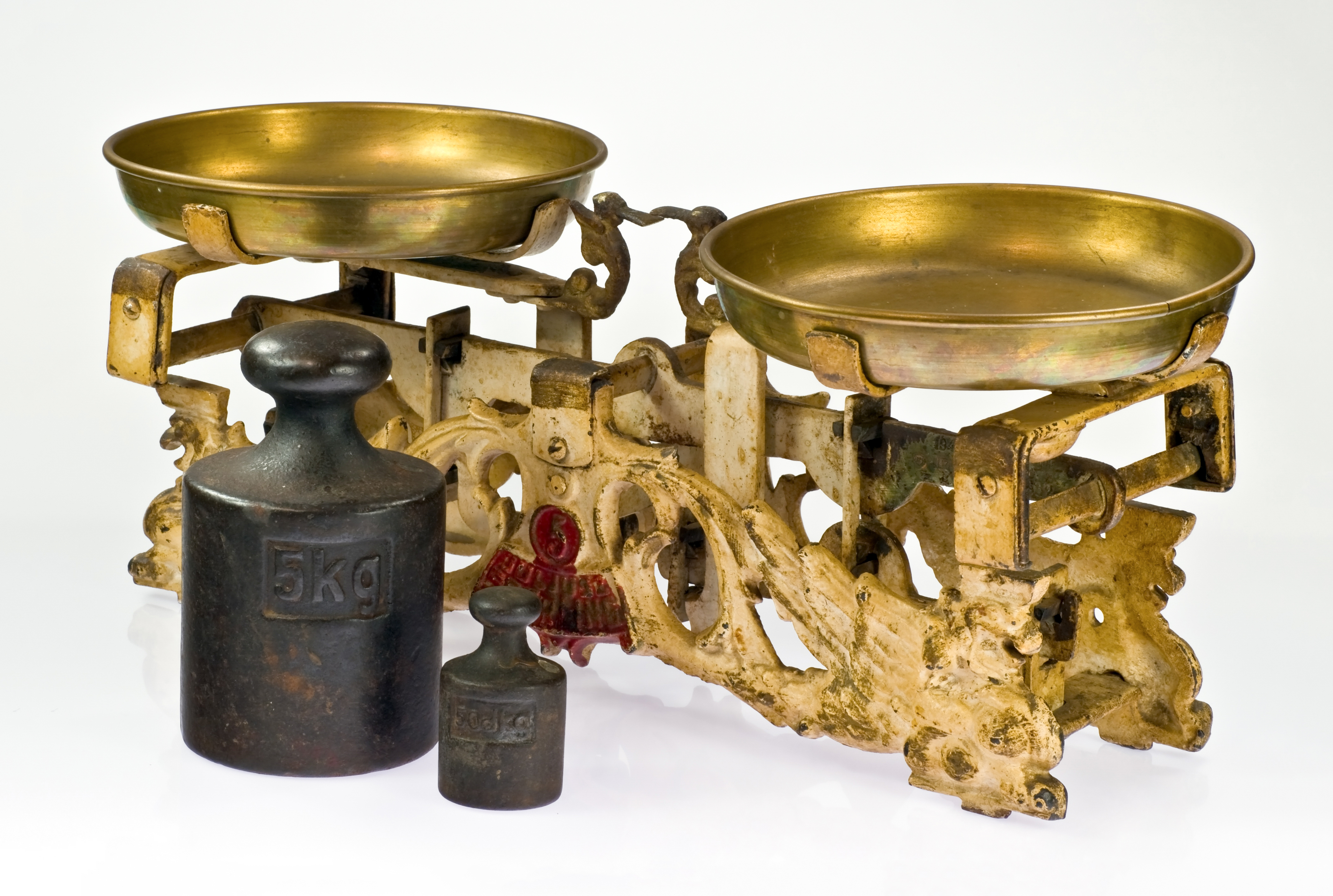
Balansvåg

En balansvåg jämför den lokala gravitationskraftens verkan på två uppsättningar massor, placerade i respektive vågskålar, vilket gör balansvågen oberoende av globala skillnader i gravitationskraft.
En dynamometer, som registrerar den förlängning av en fjäder som det vägda föremålet orsakar, måste korrigeras med avseende på det lokala värdet för tyngdaccelerationen om den önskade mätnoggrannheten är hög.